# Danh sách người bị phạt tù vì biên tập Wikipedia
Nhiều biên tập viên Wikipedia đã bị chính phủ của họ phạt tù vì đóng góp cho bách khoa toàn thư trực tuyến có nội dung tự do.

## Theo quốc gia

### Ả Rập Xê Út
Osama Khalid (tiếng Ả Rập: أسامة خالد), một cựu bảo quản viên người Ả Rập Xê Út của Wikipedia tiếng Ả Rập, đã bị kết án 5 năm tù vào tháng 9 năm 2020 vì "làm lung lay dư luận" và "vi phạm đạo đức công cộng" do thực hiện các sửa đổi "chỉ trích việc đàn áp đối với các nhà hoạt động chính trị trong nước." Bản án của Khalid đã được tăng lên 32 năm vào tháng 9 năm 2022, đây là một phần trong chiến dịch kéo dài thời gian kết án các tù nhân chính trị, theo Democracy for the Arab World Now và SMEX, một tổ chức phi chính phủ Liban.
Ziyad al-Sofiani (tiếng Ả Rập: زياد السفياني), cũng là cựu bảo quản viên của Wikipedia tiếng Ả Rập, bị buộc tội tương tự là "làm lung lay dư luận" và "vi phạm đạo đức công cộng" do thực hiện các sửa đổi "chỉ trích việc đàn áp đối với các nhà hoạt động chính trị trong nước." Anh bị kết án 8 năm tù vào tháng 9 năm 2020.

### Belarus
Mark Bernstein (tiếng Nga: Марк Израйлевич Бернштейн), một biên tập viên người Belarus của Wikipedia tiếng Nga, đã bị giam giữ vào ngày 11 tháng 3 năm 2022 vì vi phạm luật kiểm duyệt chiến tranh của Nga năm 2022 do sửa đổi các bài viết trên Wikipedia về cuộc xâm lược Ukraine năm 2022 của Nga và bị kết án 15 ngày giam giữ cùng 3 năm hạn chế tự do.
Pavel Pernikaŭ (tiếng Belarus: Павел Аляксандравіч Пернікаў), một biên tập viên người Belarus của Wikipedia tiếng Belarus, đã bị kết án 2 năm tù tại một thuộc địa lưu đày vào ngày 7 tháng 4 năm 2022 vì đăng bài lên mạng "làm mất uy tín của Cộng hòa Belarus", trong đó có hai sửa đổi trên Wikipedia về đàn áp chính trị ở Belarus.

### Syria
Bassel Khartabil (tiếng Ả Rập: باسل خرطبيل) là người đóng góp cho một số dự án nguồn mở, trong đó có Wikipedia. Vụ bắt giữ anh vào năm 2012 có thể có liên quan đến hoạt động trên mạng của anh. Anh bị tử hình tại Nhà tù Adra gần Damascus vào năm 2015. Một số tổ chức, trong đó có Wikimedia Foundation, đã thành lập Học bổng Văn hóa Tự do Bassel Khartabil để vinh danh anh vào năm 2017, với thời gian ban đầu là 3 năm.